# Janko Veselinović
Ne doit pas être confondu avec Janko Veselinović (homme politique).
Pour les articles homonymes, voir Veselinović.
Janko Veselinović (en serbe cyrillique : Јанко Веселиновић ; né le 13 mai 1862 à Salaš Crnobarski et mort le 26 juin 1905 à Glogovac) est un écrivain serbe. Romancier et nouvelliste, il a été influencé par Milovan Glišić, Milan Đ. Milićević, Đura Jakšić et par l'écrivain ruthène Marija A. Markovič. Il est un des représentants du réalisme littéraire en Serbie

## Biographie
Janko Veselinović est né à Salaš Crnobarski, un village de la région de la Mačva, à l'ouest de Belgrade. Son père était prêtre de la paroisse et officier dans l'armée serbe. Après avoir étudié au Collège des professeurs de la capitale, il enseigna à Svilajnac, à Glogovac, à Šabac et à Koceljeva.
Vivant au contact des habitants, il commença à écrire des histoires alimentées par leur vie et, en 1888, il publia son premier recueil de nouvelles, intitulé Slike iz soeskog zivota (Scènes de la vie rurale).
Il s'installa à Belgrade pour écrire sur la vie de la cité mais ne rencontra pas le succès escompté. En 1893, il devint éditeur associé du journal Srpske novine (« Les nouvelles de Serbie ») et, en 1894, il créa son propre journal nommé Zvezda (« L'Étoile »), qui parut de manière régulière entre 1896 et 1901. Il écrivit aussi des pièces pour le théâtre national, en collaboration avec l'acteur et metteur en scène Ilija Stanojević.
Il meurt de la tuberculose à Glogovac le 26 juin 1905 ; Aleksa Šantić et Svetozar Ćorović, venus de Mostar, ont assisté à ses funérailles.

## Œuvres
Janko Veselinović peut être comparé à Svetolik Ranković pour la manière dont il mêle l'esprit picaresque et la révolte contre la morale établie et les arrangements politiques. Il a notamment écrit des romans et des nouvelles qui mettent en scène la zadruga, le clan patriarcal serbe traditionnel. Il décrit également les paysages de sa région natale et la vie des paysans de son époque. Il a écrit environ 30 ouvrages, parmi lesquels on peut citer :
- Slike iz seoskog života (Scènes de la vie rurale), 1886-1888.
- Poljsko cveće (Les Fleurs sauvages), 1890.
- Stari poznanici (De vieilles Connaissances), 1891-1896.
- Seljanka : pripovetke iz seoskog života (Pastorale : contes de la vie rurale), 1893.
- Rajske duše (Le Paradis de l'âme), 1893.
- Hajduk Stanko : istorijski roman u tri dela (Hajduk Stanko : roman historique en trois parties), 1895.
- Večnost : narodna bajka (L'Éternité : conte populaire), 1899.
- Ašikov grob : Priča o ljubavi Pavla i Đule - (Srpski Romeo i Julija) (La Tombe d'Ašik : Histoire des amours de Pavle et Đule (Les Roméo et Juliette serbes))
- Mali pevač : pripovetke (Le Petit Chanteur : histoires)
- Pripovetke (Histoires)
- Borci (Les combattants)
- Pisma sa sela (Les Lettres du village)

Ses Œuvres complètes sont publiées en 9 volumes.